# Elezioni presidenziali in Madagascar del 1992
Le elezioni presidenziali in Madagascar del 1992-1993 si tennero il 25 novembre 1992 (primo turno) e il 10 febbraio 1993 (secondo turno).

## Risultati
| Albert Zafy               | Unione Nazionale per la Democrazia e lo Sviluppo | 2 024 841 | 45,94 | 2 766 704 | 66,74 |  |  |  |
| Didier Ratsiraka          | Associazione per la Rinascita del Madagascar     | 1 260 193 | 28,59 | 1 378 640 | 33,26 |  |  |  |
| Manandafy Rakotonirina    | Movimento per il Progresso del Madagascar        | 444 288   | 10,08 |           |       |  |  |  |
| Marson Evariste           | Raggruppamento per il Socialismo e la Democrazia | 205 204   | 4,66  |           |       |  |  |  |
| Ruffine Tsiranana         | Partito Social Democratico del Madagascar        | 152 952   | 3,47  |           |       |  |  |  |
| Jacques Rabemananjara     | Indipendente                                     | 124 901   | 2,83  |           |       |  |  |  |
| Nirina Andriamanalina     | Indipendente                                     | 98 574    | 2,24  |           |       |  |  |  |
| Tovonanahary Rabetsitonta | GRAD - Iloafo                                    | 96 445    | 2,19  |           |       |  |  |  |
| Totale                    | Totale                                           | 4 407 398 | 100   | 4 145 344 | 100   |  |  |  |
|                           |                                                  |           |       |           |       |  |  |  |
| Voti non validi           | Voti non validi                                  | 99 595    | 2,21  | 157 319   | 3,66  |  |  |  |
| Votanti                   | Votanti                                          | 4 506 993 |       | 4 302 663 |       |  |  |  |